# Arrondissement d'Amberg-Sulzbach
L'arrondissement d'Amberg-Sulzbach est un arrondissement  ("Landkreis" en allemand) de Bavière, (Allemagne), situé dans le district ("Regierungsbezirk" en allemand) du Haut-Palatinat. Son chef lieu est Amberg.

## Villes, communes & communautés administratives
(nombre d'habitants en 2006)
| Villes 1. Auerbach in der Oberpfalz (9 103) 2. Hirschau (6 191) 3. Schnaittenbach (4 269) 4. Sulzbach-Rosenberg (20 406) 5. Vilseck (6 416) Marchés 1. Freihung (2 645) 2. Hahnbach (5 233) 3. Hohenburg (1 695) 4. Kastl (2 572) 5. Königstein (1 784) 6. Rieden (2 936) 7. Schmidmühlen (2 483) Communautés administratives 1. Hahnbach (Markt Hahnbach und Gemeinde Gebenbach) 2. Illschwang (Gemeinden Birgland und Illschwang) 3. Königstein (Markt Königstein und Gemeinde Hirschbach) 4. Neukirchen b.Sulzbach-Rosenberg Gemeinden Etzelwang, Neukirchen b.Sulzbach-Rosenberg und Weigendorf) | Communes 1. Ammerthal (2 054) 2. Birgland (1 842) 3. Ebermannsdorf (2 498) 4. Edelsfeld (1 975) 5. Ensdorf (2 265) 6. Etzelwang (1 479) 7. Freudenberg (4 260) 8. Gebenbach (953) 9. Hirschbach (1 318) 10. Illschwang (2 061) 11. Kümmersbruck (10 198) 12. Neukirchen bei Sulzbach-Rosenberg (2 812) 13. Poppenricht (3 339) 14. Ursensollen (3 742) 15. Weigendorf (1 265) zone non-incluse dans un territoire communal (zones inhabitées, en km2) 1. Eichen (2,78) 2. Hirschwald (19,57) |

L'arrondissement d'Amberg-Sulzbach est jumelé avec le canton de Maintenon (Eure-et-Loir - France).